# Provincia di Pataz
La provincia di Pataz è una provincia del Perù, situata nella regione di La Libertad.

## Geografia antropica

### Suddivisioni amministrative
È divisa in 13 distretti:
- Buldibuyo
- Chillia
- Huancaspata
- Huaylillas
- Huayo
- Ongón
- Parcoy
- Pataz
- Pías
- Santiago de Challas
- Taurija
- Tayabamba
- Urpay